# 帕爾季贊西克 (若夫特涅維區)
帕爾季贊西克（烏克蘭語：Партизанське），是烏克蘭南部的村莊，隸屬尼古拉耶夫州的尼古拉耶夫區。該村始建於1937年，面積0.57平方公里，海拔高度57米，2001年人口636，人口密度每平方公里1,115.8人。